# Pterandra
Pterandra là một chi thực vật có hoa trong họ Malpighiaceae.

## Loài
Chi Pterandra gồm các loài: